# Czagnaadordżijn Gandzorig
Czagnaadordżijn Gandzorig (mong. Чагнаадоржийн Ганзориг; ur. 24 kwietnia 1982) – mongolski zapaśnik w stylu wolnym. Olimpijczyk z Pekinu 2008, gdzie zajął siedemnaste miejsce w kategorii 84 kg.
Trzykrotny uczestnik mistrzostw świata, dwudziesty w 2007. Dwunasty na igrzyskach azjatyckich w 2006. Złoty medal w mistrzostwach Azji w 2006, srebrne w 2007 i 2008.